# Radio K.A.O.S.
Radio K.A.O.S. ist das zweite Studioalbum des britischen Musikers und ehemaligen Pink-Floyd-Mitglieds Roger Waters. Das Album wurde am 15. Juni 1987 in England veröffentlicht. Es war das erste Album nach seiner Trennung von Pink Floyd im Jahr 1985.

## Entstehung
Wie das vorherige und auch zukünftige Studioalben von Waters handelt es sich um ein Konzeptalbum. Das Album behandelt etliche politische Themen der späten 1980er Jahre – Monetarismus und dessen Einfluss auf die Menschen. Es kritisiert auch Margaret Thatchers Regierung, ähnlich wie Pink Floyds The Final Cut, ein zuvor konzipiertes Album von Waters. Andere Einflüsse sind die Popkultur der 1980er Jahre und die Entscheidungen und Konsequenzen des Kalten Krieges und seine Wirkung auf die Weltpolitik und die Gesellschaft.
Das Album folgt Billy, einem geistig und körperlich behinderten Menschen aus Wales, der gezwungen ist, mit seinem Onkel David in Los Angeles zu leben, nachdem sein Bruder Benny nach Protesten gegen die Regierung ins Gefängnis gesteckt wurde und dadurch danach seine Arbeit im Bergbau verliert. Das Album erforscht Billys Gedanken und Blick auf die Welt durch ein On-Air-Gespräch zwischen ihm und Jim, einem DJ in einem örtlichen fiktiven Radiosender mit dem Namen Radio K.A.O.S.
International erreichte das Album nur in zwei Ländern Chartpositionen: Platz 25 in Großbritannien und Platz 50 in den USA. Aus dem Album wurden im Jahr 1987 vier Singles veröffentlicht: Radio Waves war die kommerziell erfolgreichste Auskopplung. Daneben erschienen Sunset Strip, The Tide Is Turning und Who Needs Information. Zusätzlich erschien eine Video-EP mit den Songs Radio Waves, Sunset Strip, Fish Report, Four Minutes und The Tide Is Turning (After Live Aid).

## Titelliste
Alle Stücke wurden von Roger Waters geschrieben und komponiert.

### Seite 1
1. Radio Waves – 4:58
2. Who Needs Information – 5:55
3. Me or Him – 5:23
4. The Powers That Be – 4:36

### Seite 2
1. Sunset Strip – 4:45
2. Home – 6:00
3. Four Minutes – 4:00
4. The Tide Is Turning (After Live Aid) – 5:43

## Musiker und Mitwirkende
- Roger Waters – Gesang, Gitarre, Bass, Shakuhachi, Keyboards
- Graham Broad – Percussion, Schlagzeug
- Mel Collins – Saxophon
- Nick Glennie-Smith – Yamaha DX7 und Emu auf Powers That Be
- Matt Irving – Hammond-Orgel auf Powers That Be
- John Lingwood – Schlagzeug auf Powers That Be
- Andy Fairweather Low – Gitarre
- Suzanne Rhatigan – Haupt-Background-Gesang auf Radio Waves, Me or Him, Sunset Strip und The Tide Is Turning
- Ian Ritchie – Klavier, Keyboards, Tenor-Saxophon, Fairlight – Programmierung, Schlagzeugcomputer
- Jay Stapley – Gitarre
- John Phirkell – Trompete
- Peter Thoms – Trombone
- Katie Kissoon, Doreen Chanter, Madeline Bell, Steve Langer & Vicki Brown – Background-Gesang auf Who Needs Information, Powers That Be und Radio Waves
- Clare Torry – Stimme auf Home und Four Minutes
- Paul Carrack – Stimme auf The Powers That Be
- Paul Batchelor – Tontechniker
- Noel Davis – Chor
- Nick Griffiths – Produzent
- Kate Hepburn – Cover-Design
- Eric Jones – Chor-Arrangements
- Chris Sheldon – Techniker
- Kevin Whyte – Techniker